# 林明利
朱林·拉沙那威实，中文名林明利（1956年3月15日—），是一位泰國民主黨政治家，也是一位华裔泰国作家。在阿披实·威差奇瓦总理任内，他曾担任过公共卫生部长和教育部长，同时还连任十一届众议院议员。

## 早年生活和家庭
朱林出生于泰国攀牙府泰姆昭區。他在Sirirat Wittaya学校开始接受小学教育，并在玫瑰園中學继续接受中学教育，之后在泰国著名大学——曼谷大学政治学院获得学士学位，随后在国家发展管理学院获得公共管理硕士学位。 

## 政治生涯
在阿披实·维吉亚吉瓦的政府中，他在第59届内阁中担任教育部长一职。ABAC 民意调查显示，关于政府过去一年的表现，他推出的15年免费教育政策得分为7.28分（满分为10分），被认为是令人满意的政府水平。 
由于卫生部长维塔亚·考帕拉迪辞职的情况，民主党执行委员会决定允许朱林接任卫生部长一职。此外，2010年的民意调查结果也显示，他在政府中得到了最高的满意度评分，为6.02分（满分为10分）。 
在2019年，由于阿披实·威差奇瓦因2019年泰国大选失败而辞职，朱林被选为民主党领袖。此前，他曾在2003年至2019年担任民主党的副领袖长达16年之久。

## 个人生活
在他还是学生的时候，他使用笔名“UDDA”（现在经常被提到的昵称）作为政治漫画家。此外，他还是Matichon出版集团的一位旅行书作家，作品名为《UDDA，执笔旅行》，曾经是Matichon报纸的一名记者。

## 皇家榮譽
朱林在泰国的荣誉系统中获得了以下皇家勋章：
- 泰国最高贵勋章骑士大勋章（特级） [9]
- 白象最高骑士团骑士大戒（特级） [10]